# El diablo en la cruz
El diablo en la cruz es la novela de la lengua Gikuyu de 1980 (título original Caitaani mũtharaba-Inĩ) del novelista keniano Ngũgĩ wa Thiong'o que luego se republicó como parte de la influyente serie de escritores africanos en 1982. La novela, aunque se ocupa de una amplia gama de convenciones y temas literarios, se centra en desafiar políticamente el papel del dinero y la cultura internacionales en Kenia.